# 瓊·福雷
瓊·露西兒·福雷（英語：June Lucille Forer，1917年9月18日—2017年7月26日)，以英語：一名為人所知，是一位美國的聲音演員。她的代表作有Rocky the Flying Squirrel、《仙履奇緣》中的寵物貓魯斯佛、Cindy Lou Who、卡通版《藍色小精靈》中的Jokey Smurf、《樂一通》中的Granny、《妙妙熊歷險記》中的Grammi Gummi、Magica De Spell等。
她的事業範圍包含了廣播、短片、故事片、電視、專輯 (特別是與史坦·弗雷柏格錄製的)、電子遊戲、有聲玩具等媒體。她也是ASIFA-Hollywood的早期成員之一；該組織致力於推廣動畫，並曾協助成立安妮獎以及奧斯卡最佳動畫片獎。此外，她在好萊塢星光大道擁有一顆表揚其電視聲音作品貢獻的星形獎章。

## 連結
- 瓊·福雷在互联网电影资料库（IMDb）上的資料（英文）
- TCM电影资料库上June Foray的资料（英文）
- . Famous Interview.   [2017年7月31日]. （原始内容存档于2012年6月13日）.
- 在美国电视档案馆上的瓊·福雷採訪視頻
- 在Find a Grave上的瓊·福雷